# Onobrychis rechingerorum
Onobrychis rechingerorum là một loài thực vật có hoa trong họ Đậu. Loài này được Wendelbo miêu tả khoa học đầu tiên.